# Glan (Nahe)
Il Glan è un fiume tedesco lungo 90 km che scorre principalmente nella Saarland e in Renania-Palatinato. In particolare scorre nel nord-ovest del Palatinato, del quale è il corso d'acqua più lungo con i suoi 68 km di percorso. La parte finale, prima di sfociare nella Nahe scorre nella regione Hunsrück-Nahe.

## Corso

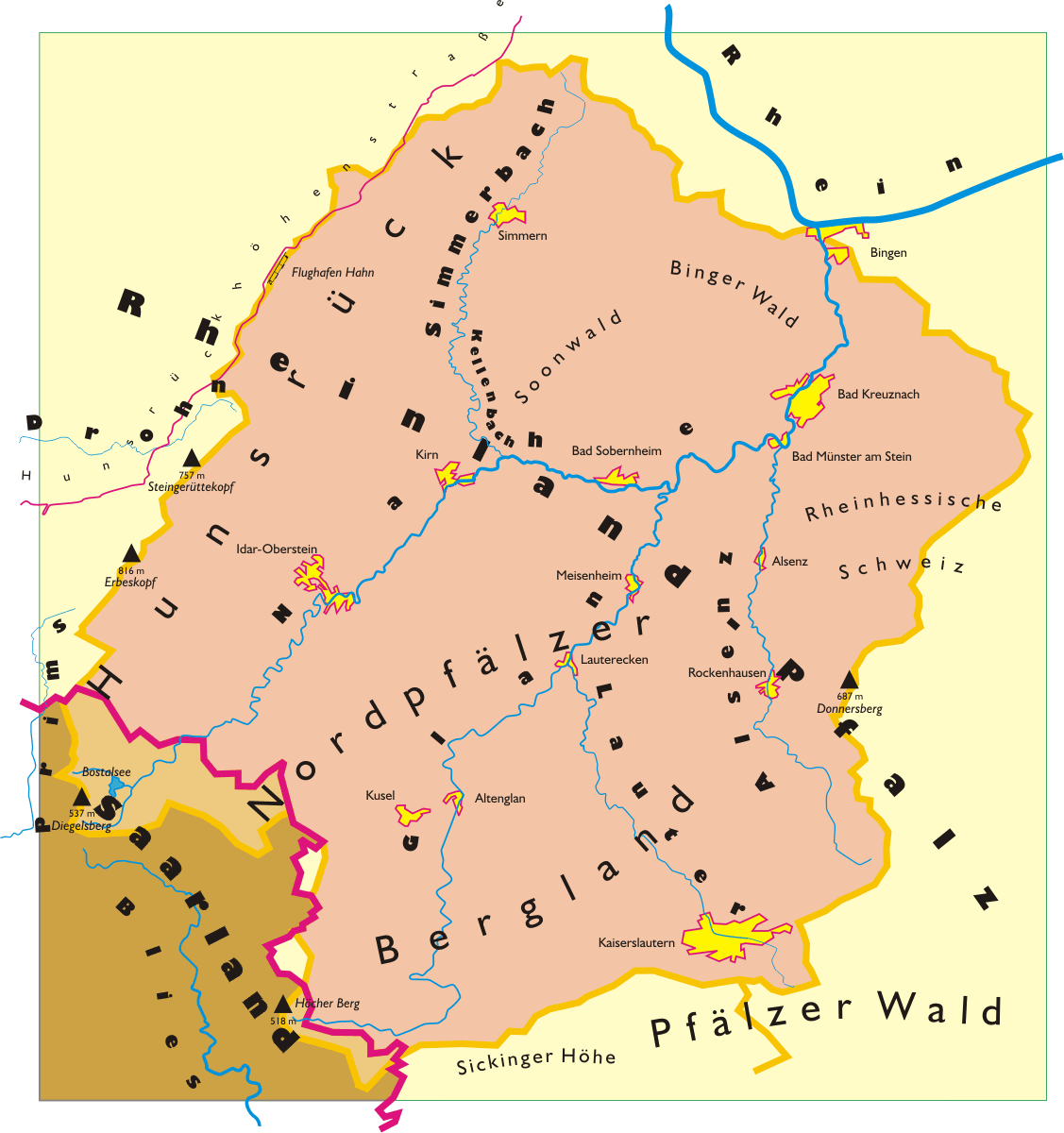
Bacino della Nahe con la Glan come maggior affluente

Il Glan nasce dall'altura di Höchen, frazione del comune di Bexbach nel land della Saarland, circondario del Saarpfalz. Già dopo circa 2 km la Glan lascia la Saarland per entrare presso Waldmohr in Renania-Palatinato. Nel Palatinato attraversa Bruchmühlbach-Miesau, ove da sinistra dello Schönenberg-Kübelberg riceve le acque dell'affluente Kohlbach quindi quelle del Ohmbach presso Elschbach, piegando poi con una doppia ansa presso Gries verso la zona montana del Palatinato settentrionale, che attraversa da sud a nord, passando per Nanzdietschweiler, Glan-Münchweiler, Altenglan ed Ulmet. Qui muta direzione verso nord-est, attraversando Offenbach-Hundheim e Lauterecken, dove riceve sulla sua destra orografica le acque della Lauter (Waldlaute). Sei km oltre la Glan riceve presso Odenbach, le acque dell'omonimo corso d'acqua. Attraversa quindi la piccola città di Meisenheim e successivamente, presso Odernheim, confluisce nella Nahe.

### Affluenti
Alla sinistra orografica
- Kuselbach
- Steinalp
- Jeckenbach
- Kohlbach
- Ohmbach

Alla destra orografica
- Mohrbach
- Reichenbach
- Lauter (Waldlauter)
- Odenbach
- Talbach

### Comuni attraversati

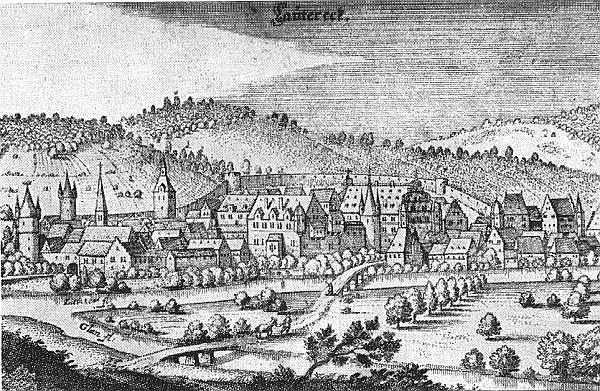
Lauterecken con lo sfocio del fiume Lauter nel Glan – Incisione di Matthäus Merian.

- Waldmohr
- Bruchmühlbach-Miesau
- Bexbach
- Nanzdietschweiler
- Glan-Münchweiler
- Altenglan
- Ulmet
- Lauterecken
- Odenbach
- Meisenheim
- Odernheim

## Etimo e storia
La denominazione Glan è di origine celtica e significava forse "chiaro, luminoso, fluente", inoltre essa è elemento costitutivo del nome della divinità fluviale dei celti Glanos. Nomi identici di altri corsi d'acqua sono di genere femminile, ma questo solo occasionalmente: in un libro del 1719 viene denominato "la Glan".
Lungo la Glan correva da sud-ovest un'antica strada commerciale fino alla valle della Nahe, che terminava a Bingen. Inoltre la Glan costituiva, nel I secolo a.C. il confine sud-orientale della cultura Hunsrück-Eifel; allora era un insediamento celtico e successivamente romano. Nel 1890 venne costruita la linea ferroviaria della valle del Glan, d'importanza strategica per il trasporto di truppe verso un ipotetico fronte francese. Fin dal 1960 il tratto venne parzialmente abbandonato e dal 1986 la ferrovia è rimasta in esercizio solo fra Glan-Münchweiler e Altenglan.
Dal 1834 (nella zona del Principato di Lichtenberg) e rispettivamente dal 1866 (nella zona dell'Oberamt Meisenheim), fino al 1945 correva nel tratto Niederalben-Odernheim il confine fra il Palatinato Renano-Bavrese e la prussiana provincia del Reno, ma non seguiva il corso del fiume, ma lo intersecava in più punti.

## Economia ed infrastrutture

### Turismo
Il fiume può essere percorso a tratti con la canoa e imbarcaderi locali le offrono in noleggio.
Lungo il fiume corre la pista ciclabile Glan-Blies-Weg, che accompagna il fiume dalla sorgente, presso Homburg fino alla confluenza con la Nahe.
Al di sopra della immissione del Reichenbach nel Glan, si erge il massiccio (562 m s.l.m.) del Potzberg, con il suo Parco Naturale e la sua torre panoramica.
È degno di visita il centro storico dell'antica cittadina di Meisenheim, con numerosi edifici storici, la chiesa del castello, il municipio, la sinagoga e la stazione ferroviaria. Vi sono inoltre i resti delle mura con la torre civica.
Sull'altura che sovrasta la confluenza del Glan nella Nahe si ergono le rovine dell'abbazia di Disibodenberg. L'antico edificio risale all'VIII secolo, quando fu eretto dal monaco irlandese Disibodo, venerato dopo la sua morte come santo.

### Agricoltura

Lo stemma di Raumbach

Fin dopo la seconda guerra mondiale sui fianchi delle colline della valle del Glan vi erano oltre 400 vigneti, in gran parte piccoli, dei quali, oggi, solo due grossi sono rimasti, rispettivamente a Meisenheim ed a Raumbach, tanto che quest'ultima espone nel suo stemma un grappolo d'uva.

## Protezione ambientale
Il fiume venne sfruttato fin dai tempi dei romani. Soprattutto fu sfruttata la forza motrice delle sue acque per mulini ad acqua e officine ed a questo scopo vennero eretti sbarramenti e scavati canali derivatori. Benché l'era dei mulini sia finita da tempo, rimangono ancora 93 dighe in terra. Esse sono ancora necessarie per il rallentamento della velocità del flusso fluviale ed oltre ad esse vi sono previste aree di esondazione per le piene del fiume. Per ridurre gl'impedimenti alle migrazioni ittiche, sono stati ristrutturati gli sbarramenti o create vie alternative per i pesci.